# Plesiodema sericeum
Plesiodema sericeum är en insektsart som beskrevs av Knight 1929. Plesiodema sericeum ingår i släktet Plesiodema och familjen ängsskinnbaggar. Inga underarter finns listade i Catalogue of Life.